# Inflatoendothyra
Inflatoendothyra es un género de foraminífero bentónico normalmente considerado un subgénero de Spinoendothyra, es decir, Spinoendothyra (Inflatoendothyra) de la subfamilia Endostaffellinae, de la familia Endothyridae, de la superfamilia Endothyroidea, del suborden Fusulinina y del orden Fusulinida. Su especie tipo es Endothyra inflata.Su rango cronoestratigráfico abarca el Mississippiense (Carbonífero inferior).

## Discusión
Clasificaciones más recientes incluyen Inflatoendothyra en la subfamilia Spinoendothyrinae,  de la familia Loeblichiidae, de la superfamilia Loeblichioidea, del suborden Endothyrina, del orden Endothyrida, de la subclase Fusulinana de la clase Fusulinata.

## Clasificación
Inflatoendothyra incluye a las siguientes especies:
- Inflatoendothyra eoinflata †, también considerado como Spinoendothyra (Inflatoendothyra) eoinflata
  - Inflatoendothyra eoinflata var. maxima †, también considerado como Spinoendothyra (Inflatoendothyra) eoinflata var. maxima
  - Inflatoendothyra eoinflata var. minima †, también considerado como Spinoendothyra (Inflatoendothyra) eoinflata var. minima
  - Inflatoendothyra eoinflata var. typica †, también considerado como Spinoendothyra (Inflatoendothyra) eoinflata var. typica
- Inflatoendothyra inflata †, también considerado como Spinoendothyra (Inflatoendothyra) inflata
- Inflatoendothyra parainflata †, también considerado como Spinoendothyra (Inflatoendothyra) parainflata